# Ruota Libera
 (septembre 2022).
Si vous disposez d'ouvrages ou d'articles de référence ou si vous connaissez des sites web de qualité traitant du thème abordé ici, merci de compléter l'article en donnant les références utiles à sa vérifiabilité et en les liant à la section « Notes et références ».
Ruota Libera est une célèbre chanson italienne chantée par l’artiste italienne Mita Medici, écrite par Pippo Baudo, Pippo Caruso, Sergio Paolini, Stelio Silvestri, produite par la maison de disques CGD (Compagnie générale du disque), qui n'existe plus.

## Chanson
La chanson a été régulièrement utilisée comme générique de la célèbre émission de la télévision italienne intitulée Canzonissima 73 transmise tous les dimanches (pour les années 1973 et 1974 seulement) qui eut un grand  succès auprès du public . En conséquence Mita Medici avait vécu un succès remarquable, y compris dans d’autres pays européens, spécialement en Espagne. Le 45 tours arriva à la dixième place du palmarès de la chanson (Hit Parade) en janvier 1974, vendant presque 150.000 copies du disque (sans compter les bandes magnétiques et autres supports).
En 2011 l'actrice a été de nouveau invitée à la télévision nationale italienne pour réinterpréter le célèbre morceau pour l'émission intitulée I migliori anni.   

## Paroles
La chanson parle du désir de vivre libre et sans souci, spécialement pour les femmes, et ceci à l'époque de la crise du pétrole appelée « Austérité » que l’Europe, en général, était en train de vivre durant les années 1970, et alors que certains pensaient que les ressources pétrolières touchaient à leur fin, laissant les industries du monde entier dans de grandes difficultés.
Il existait deux modèles de la couverture du disque. L'une d'elles, montrant très généreusement les jambes de la chanteuse avait été censurée. De ce fait obligeant l'artiste de renoncer à une partie de sa liberté  pourtant si proclamée à l'écran.
Mita Medici avait été connue même en France avec un autre morceau italien intitulé Uomo (Homme) dans le 1977 qui lui avait donné un grand succès commercial.
À partir de cette date l'actrice avait décidé d'abandonner  son activité de chanteuse pour se dédier complètement au monde du théâtre et du cinéma.

## Gravage
Face A
Ruota Libera
durée : 03:39
Face B
Cosa vuoi che ti dica
durée : 03:34